# The Never Ending
The Never Ending (Estilizado como THΞ ΠΞvΞR ΞΠDIΠG) é uma banda americana de indie rock e folk de Los Angeles, California, formada em 2012. A banda é formada pela vocalista Debby Ryan, o guitarista Kyle Moore, e o baterista Johnny Franco.

## Carreira

### 2012–14: Formação eOne
The Never Ending foi formada em 2012. Ryan escreveu e desenvolveu as músicas para o álbum de estreia da banda em Novembro de 2013, e a banda foi oficialmente anunciada em 4 de Dezembro com um teaser no YouTube.
Ryan anunciou e lançou as letras da primeira música da banda, "When the Dark Falls", no site dela em 21 de Abril de 2014. Um teaser da segunda música da banda, "Call Me Up", foi lançado alguns dias depois. Em 7 de Maio, foi lançado o teaser de "When The Darkness Falls". Ryan anunciou o single de estreia, "Mulholland Drive", em 1 de Junho de 2014. On June 3 the song was released with a premiere in the Billboard website. O EP de estreia de The Never Ending, One foi lançado em 24 de Junho de 2014.

### 2015–presente: Álbum de estreia em breve
Em uma entrevista com Robert Herrera, Ryan disse que estava escrevendo novas músicas e a banda lançaria seu álbum em 2015. Ryan confirmou as músicas "Dollar Store Locket", "Secondhand" e "It's Not Personal". Em 25 de Abril de 2015, foi anunciado que Ryan e a banda The Never Ending acompanhariam Natalie La Rose e Bea Miller como show de abertura para  a turnê do Fifth Harmony. Em 23 de Junho a banda lançou "Secondhand" como o primeiro single do álbum de estreia.

## Influências
Em entrevista para Christina Garibaldi da MTV, em 2013, Ryan commentou que o estilo musical dela incluía folk, indie pop e country. Ela citou que as maiores influências dela são Christina Aguilera, Lady Antebellum, Grace Potter and the Nocturnals, The Lumineers, Mumford & Sons, April Smith and the Great Picture Show, Taylor Swift, Fall Out Boy, Twenty One Pilots  e Tom Petty.

## Membros
- Debby Ryan: (13 de Maio 1993, Huntsville, Alabama)[16] é a vocalista e a compositora[17] Ryan é conhecida como atriz, interpretando Bailey Pickett em  The Suite Life on Deck, 2008 à2011 e Jessie,  2011 à 2015. Ryan lançou um só single We Ended Right;
- Kyle Moore;
- Johnny Franco;

## Discografia

### Extended plays
| Tìtulo | Detalhes                                                        |
| ------ | --------------------------------------------------------------- |
| One    | - Lançado em 24 de Junho de 2014 - Gravadora: Ryan River Studio |

### Singles
| Música             | Ano  | Álbum            |
| ------------------ | ---- | ---------------- |
| "Mulholland Drive" | 2014 | One              |
| "Secondhand"       | 2015 | non-album single |

### Vídeos
| Músicas               | Ano  | Diretor    | Notas       |
| --------------------- | ---- | ---------- | ----------- |
| "Santa Baby"          | 2013 | Debby Ryan |             |
| "When The Dark Falls" | 2014 | —          | Não Lançado |
| "Secondhand"          | 2015 | Debby Ryan |             |